# Флаксвайлер (комуна)
Флаксвайлер (люксемб. Fluessweiler, фр. Flaxweiler, нім. Flaxweiler) — комуна Люксембургу. Входить до складу кантону Гревенмахер в окрузі Гревенмахер.

## Географія
Площа території комуни становить 30,17 км² (19-е місце за цим показником серед 116 комун Люксембургу).
Висота найвищої точки комуни над рівнем моря складає 387 метрів (73-є місце за цим показником серед комун країни), найнижчої — 208 метрів (31-е місце).

## Демографія
Станом на 2011 рік на території комуни мешкало 1 758 ос.
Динаміка чисельності населення:

## Адміністративний поділ
До складу комуни входять такі поселення:
| Поселення   | Населення за даними переписів: | Населення за даними переписів: | Населення за даними переписів: |
| Поселення   | на 31.03.1981                  | на 01.03.1991                  | на 15.02.2001                  |
| ----------- | ------------------------------ | ------------------------------ | ------------------------------ |
| Бейрен      | 225                            | 231                            | 292                            |
| Флаксвайлер | 244                            | 288                            | 338                            |
| Гостінген   | 263                            | 256                            | 323                            |
| Нідердонвен | 248                            | 261                            | 305                            |
| Обердонвен  | н/д                            | 117                            | 155                            |